# بيدرو بابلو بيريز
بيدرو بابلو بيريز هو دراج كوبي، ولد في 7 فبراير 1977 في كوبا.

## وصلات خارجية
- بيدرو بابلو بيريز على موقع أرشيف الدراجات (الإنجليزية)
- بيدرو بابلو بيريز على موقع إحصائيات الدراجات الإحترافية (الإنجليزية)
- بيدرو بابلو بيريز على موقع نسبة الدراجات (الإنجليزية)
- بيدرو بابلو بيريز على موقع أوليمبيديا (الإنجليزية)